# Sorbonna

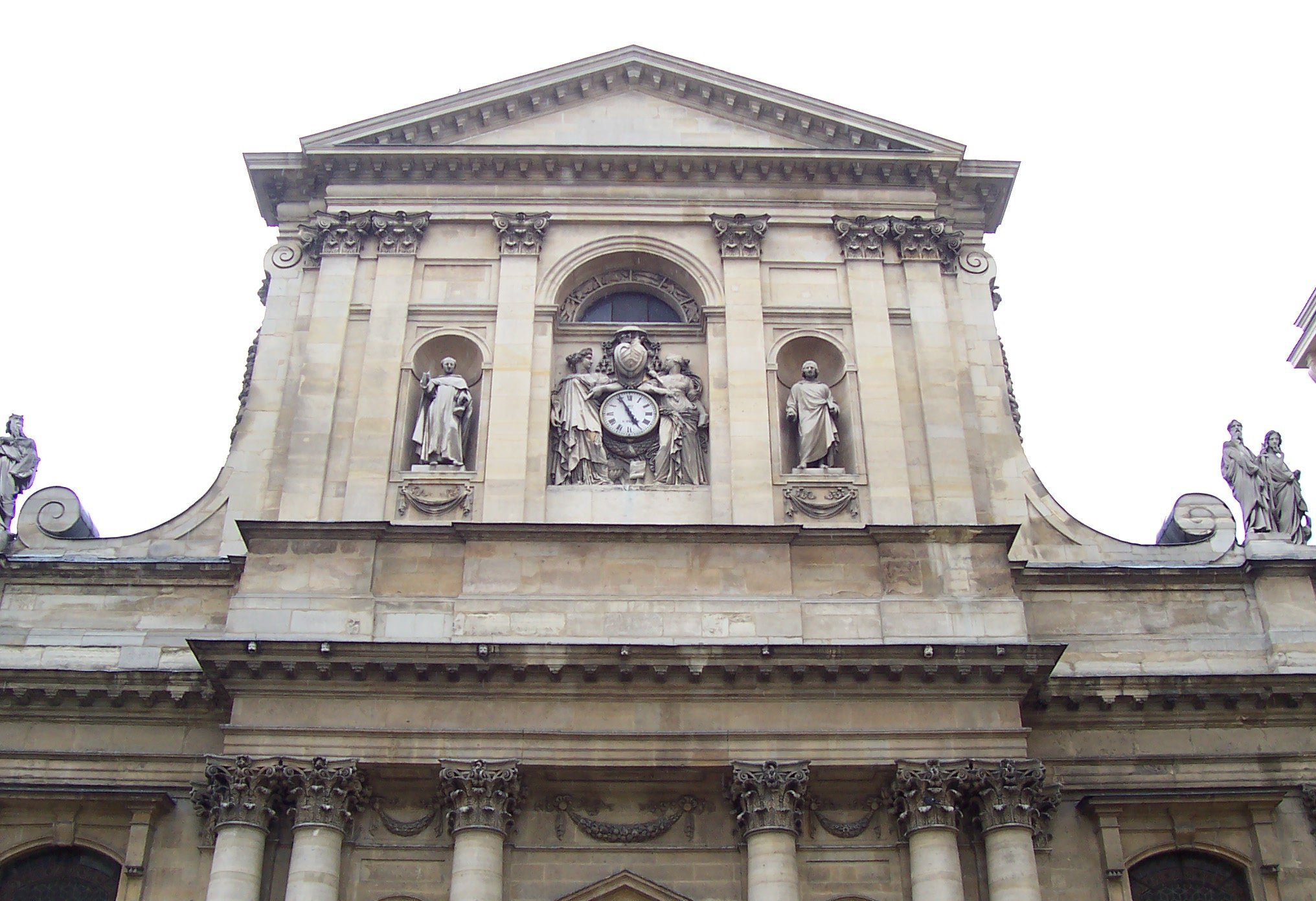
Budova Sorbony

Sorbonna (francouzsky La Sorbonne) je monumentální komplex v Pařížské latinské čtvrti. Je součástí Pařížské univerzity, nejstarší francouzské univerzity, jež vznikla nejspíše někdy kolem roku 1160. Jméno Sorbonna je odvozeno od teologické koleje této univerzity, založené v roce 1253, a ta dostala jméno podle svého zakladatele, jímž byl Robert de Sorbon.
Název Sorbonna se také přeneseně používal pro označení Pařížské univerzity, která byla reformou z roku 1970 rozdělena na 13 samostatných univerzit, z nichž některé mají „Sorbonnu“ součástí svého názvu: Univerzita Paříž I (Paris I Panthéon-Sorbonne), Univerzita Paříž III (Paris III Sorbonne Nouvelle) a Univerzity Paříž IV (Paris IV Paris-Sorbonne), roku 2018 vznikla Sorbonne Université sloučením univerzit Paříž IV a VI. V prostorách bývalé Sorbonny sídlí částečně i Univerzita Paříž V (Paris Descartes), École nationale des chartes a společný rektorát (Chancellerie).

## Dějiny v datech
- 1253 Sorbonnu založil kaplan a zpovědník krále Ludvíka IX. Robert de Sorbon původně jako kolegium pro chudé studenty teologie, které se později rozvinulo do střediska pro teologické studia a nakonec na univerzitu
- 13. století – na Sorbonně studovalo 15 000 žáků (dnes 70 000)
- 1328–1340 rektorem Jean Buridan
- 1355 rektorem Čech Vojtěch Raňkův z Ježova
- 1380 zde získal doktorát teologie Petr z Ailly
- 1469 zde byla zřízena první tiskárna ve Francii
- 1624–1642 nechal kardinál Richelieu přestavět většinu budov
- 1806 (za Napoleona Bonaparte) další stavební úpravy
- 1885–1905 univerzita dostala dnešní podobu; v univerzitním kostele je hrobka kardinála Richelieua

## Nejznámější učitelé a studenti
- Tomáš Akvinský, teolog a filozof
- Karel IV., český král, císař Svaté říše římské
- Albert Veliký, teolog a filozof
- Alexandr Aljechin, mistr světa v šachu 1927–1935
- Antoine Arnauld, teolog a filozof
- Raymond Aron, filozof a sociolog
- Georges Bataille, filozof a spisovatel
- Benedikt XVI., papež
- Honoré de Balzac, spisovatel
- Simone de Beauvoir, spisovatelka
- Jean-Paul Sartre, filozof a spisovatel
- Edvard Beneš, prezident Československa
- Henri Bergson, filozof
- Claude Bernard, biolog
- Sarah Biasini, herečka (dcera Romy Schneider)
- Siger z Brabantu, teolog a filozof
- Luigi Colani, průmyslový designér
- Pierre de Coubertin, zakladatel novodobých Olympijských her
- Victor Cousin, filozof
- Marie Curie, fyzička, nositelka Nobelovy ceny
- Pierre Curie, fyzik, nositel Nobelovy ceny
- Marina Cvětajevová, básnířka
- Ernest Denis, historik
- Jacques Derrida, filozof
- Mistr Eckhart, německý teolog, filozof a dominikán
- Erasmus Rotterdamský, teolog
- Lawrence Ferlinghetti
- Jean-Luc Godard, režisér
- Jacqueline Kennedy, rozená Bouvier, studentka 1949–1950, první dáma USA
- William Klein, francouzsko-americký fotograf
- Ignác z Loyoly, zakladatel Tovaryšstva Ježíšova
- František Xaverský, misionář, Jezuita
- Paul Janet, filozof
- Pierre Janet, fyzik
- Frédéric Joliot-Curie, fyzik, držitel Nobelovy ceny za chemii
- Irène Joliot-Curie, vědkyně, držitelka Nobelovy ceny za chemii
- Jan Kalvín, teolog
- Jacques Lefèvre d’Étaples, reformátor a překladatel Bible
- André Leroi-Gourhan, archeolog a etnolog
- Claude Lévi-Strauss, antropolog
- Norman Mailer, spisovatel
- Roger Martin du Gard, spisovatel
- François Mauriac, spisovatel
- Marsilius z Padovy, teolog
- Emmanuel Mounier, personalistický filozof
- Jan Patočka, český filozof
- Henri Poincaré, matematik a fyzik
- Roland Pröll, pianista
- Raymond Queneau, spisovatel
- Vojtěch Raňkův z Ježova, český teolog a filozof
- Ibrahim Rugova, kosovský politik
- Françoise Saganová, francouzská spisovatelka
- Léopold Sédar Senghor, básník, bývalý prezident Senegalu
- Emmanuel Joseph Sieyès, francouzský revolucionář
- Pierre Teilhard de Chardin, geolog, filozof a teolog
- Pierre Trudeau, kanadský premiér
- Anne Robert Jacques Turgot, státník, ekonom, encyklopedista
- John Turner, kanadský premiér
- Svatý Vincenc z Pauly, kazatel a misionář
- François Villon, básník
- Elie Wiesel, spisovatel, nositel Nobelovy ceny za mír